# Ngựa một chân Bắc Mỹ
Ngựa một chân Bắc Mỹ còn được gọi với nhiều cái tên khác là Ngựa một chân, là một giống ngựa có nguồn gốc ở miền Nam Hoa Kỳ. Thuật ngữ "một chân" dùng để chỉ một dáng đi trung tính, đôi khi được gọi vớ nhiều thuật ngữ như rack và paso largo, trong đó con ngựa nâng mỗi chân lên một cách riêng biệt và đặt nó xuống cách riêng lẻ.

## Đặc điểm
Ngựa một chân có nhiều màu sắc, bao gồm màu vàng palomino và màu da bò, cũng như màu hạt dẻ, xám và hồng ngựa. Ngựa một chân là một giống ngựa cưỡi nhẹ có kích cỡ trung bình. Nó chủ yếu được biết đến với trung dáng đi bốn-nhịp của nó, có thể nằm trong khoảng 7-9 dặm một giờ nếu di chuyển trên một cung đường mòn và tăng cao hơn gần gấp đội, lên đến hơn 15 dặm một giờ với tốc độ đi đường. Ngoài ra, tốc độ di chuyển cao vượt quá 20 dặm / giờ đã được ghi lại.

## Công dụng
Các giống hầu như luôn luôn được sử dụng cho việc di chuyển trên đường mòn gồ ghề hoặc cưỡi ngựa giải trí. Tất cả những cá thể ngựa một chân phải được đi giày móng ngựa trơn (một đôi giày được chế tạo bằng máy tiêu chuẩn) để duy trì đăng ký.

## Lịch sử
Ngựa một chân có nguồn gốc từ con lai của ngựa yên, ngựa giống tiêu chuẩn và các giống ngựa có dáng đi khác, với một số ảnh hưởng từ dòng máu ngựa Tây Ban Nha. Một giống ngựa có ảnh hưởng là EZD Falcon Rowdy, giống ngựa cũng ảnh hưởng đến giống ngựa Racking.